# Nils Philip Gyldenstolpe

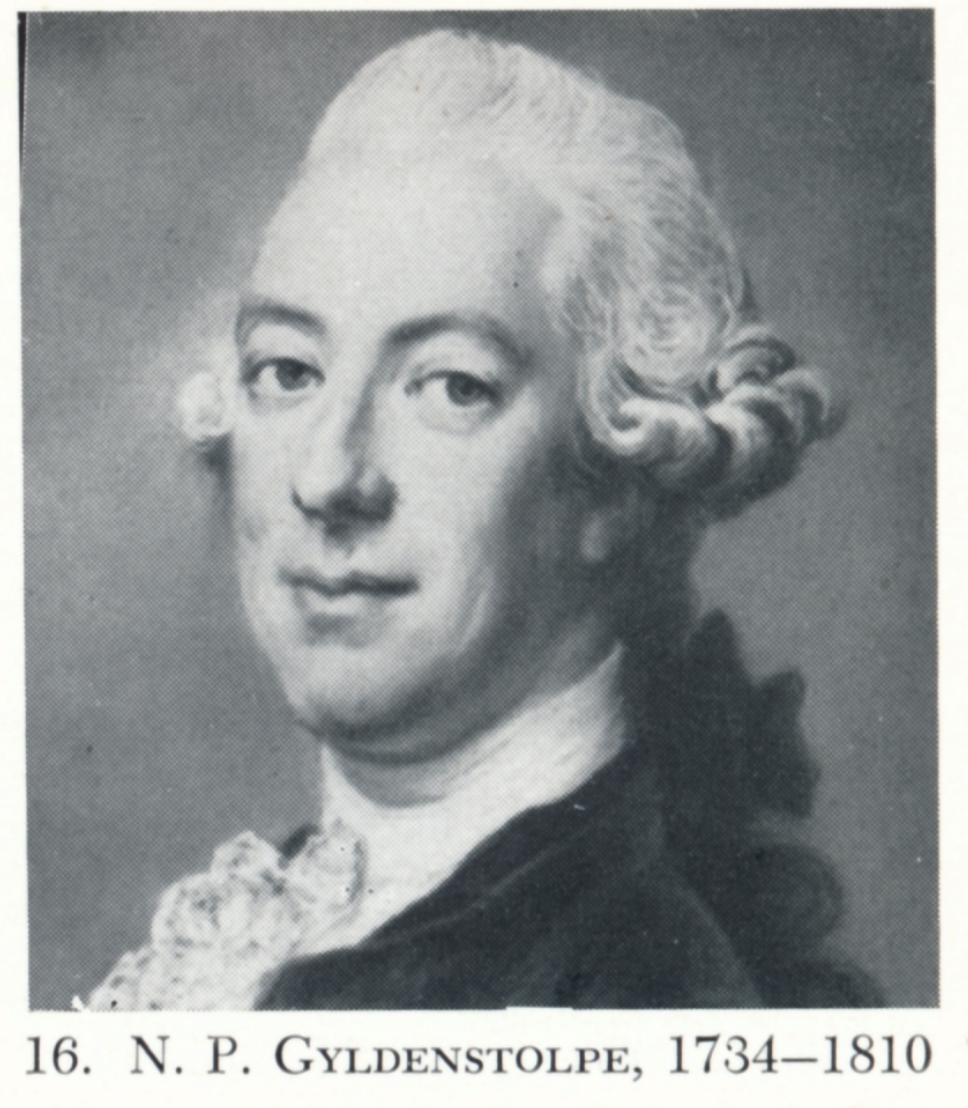
Nils Philip Gyldenstolpe

Nils Philip Gyldenstolpe (19 februari 1734 - 20 februari 1810) was maarschalk aan het koninklijk hof van Zweden. Van 1773 was hij tot 1781 was hij gouverneur van Gävleborgs län. Van 1789 tot aan zijn dood in 1810 was hij lid van de Zweedse Academie, waar hij zetel 1 innam, als opvolger van Anders Johan von Höpken.